# Adrià Trescents Ribó
Adrià Trescents Ribó (Guissona, Segarra 1919 - 2006) fou un religiós de l'Institut dels Germans de les Escoles Cristianes i educador català.
El 1935 s'inicià com a novici, cosa que li comportà en esclatar la guerra civil espanyola ésser internat en el vaixell-presó Maó i més tard reclutat en la lleva del biberó per a lluitar en la batalla de l'Ebre. Fet presoner per les tropes franquistes, fou internat el 1939 al camp de concentració d'Orduña fins a la fi del conflicte.
El 1940 fou professor de La Salle Bonanova del 1949 al 1957, alhora que feia catequesi entre les zones més deprimides de Sants i del Somorrostro. Del 1956 al 1965 fou director de la Salle Barceloneta; i fundador i director (1966-1969) de l'escola Proa al barri de Sant Roc de Badalona on s'integraven els nens gitanos i els paios. Del 1971 al 1974 fou director del Centre Ramon Albó de protecció de menors.
En els anys següents es dedicà a atendre persones sotmeses al món de la prostitució, a la presó, la sida o les drogoaddiccions. El 1996 va rebre la Creu de Sant Jordi en reconeixement de la seva tasca. Va morir d'una embòlia quan sortia d'una visita als reclusos de la presó de Lleida. La seva última voluntat fou donar el seu cos a la ciència.

## Obres
- Con mis hermanos marginados (1986) ISBN 978-84-7221-174-2. Ediciones San Pío X.
- El Educador de calle (1987) ISBN 8485351665/ISBN 9788485351664. Roselló Impressions. Conjuntament amb Faustino Guerau de Arellano i Tur
- Encuentros con el Dios de los marginados (1987) ISBN 978-84-7221-237-4. Ediciones San Pío X.
- Interrogantes desde los marginados (1989) ISBN 978-84-7221-255-8. Ediciones San Pío X.
- Orando con los marginados (1989) ISBN 978-84-7221-178-0. Ediciones San Pío X.
- Sonrisas de Dios entre los marginados (1990) ISBN 978-84-7221-282-4. Ediciones San Pío X.
- Gracias, Señor : desde la marginación (1993) ISBN 978-84-7221-301-2. Ediciones San Pío X.
- Historias de mi barrio (1993) ISBN 978-84-7221-306-7. Ediciones San Pío X.
- 200 jirones de vida difícil (1995) ISBN 978-84-7239-302-8. Editorial Monte Carmelo.
- En aquel (y en este) tiempo: homilías para esa "pobre gente" (1995) ISBN 978-84-7239-320-2. Editorial Monte Carmelo.
- Hermano Adriano: notas insignificantes en una vida significativa (2006, póstumo) ISBN 978-84-96588-19-6. Ediciones STJ.